# Kilde (journalistik)
 For alternative betydninger, se Kilde (flertydig). (Se også artikler, som begynder med Kilde)
I journalistik er en kilde en person, publikation eller dokument, der giver information. Uden for journalistik er kilder undertiden kendt som "nyhedskilder". Eksempler på kilder inkluderer men er ikke begrænset til personer med officielle titler, publikationer eller udsendelser, embedsmænd i regeringen eller erhvervslivet, organisationer eller virksomheder, vidner til kriminalitet, ulykker eller andre begivenheder og personer, der er involveret i eller berørt af en nyhedshændelse eller -emne.
Journalister forventes at udvikle og dyrke et kildenetværk især hvis de regelmæssigt dækker et specifikt emne.
Nogle gange siger en person for eksempel, at de ikke ønsker at tale, og derefter fortsætte med at tale; Hvis denne person ikke er en offentlig person, er det mindre tilbøjeligt til journalister at bruge disse oplysninger. Journalister opfordres også til at være skeptiske uden at være kyniske. Som tommelfingerregel, men især når der rapporteres om kontroverser, forventes journalister at bruge flere kilder.

## Brug af fortrolige oplysninger
Materiale uden for citat er ofte værdifuldt, og journalister kan være ivrige efter at bruge det, så kilder, der ønsker at sikre fortroligheden af visse oplysninger, rådes generelt til at diskutere "brugsbetingelserne", før de videregiver informationen, hvis det er muligt. Nogle journalister og nyhedsorganisationer mistænker det kan være beregnet til at vildlede dem eller offentligheden.
I Danmark har medier ret til at beskytte deres kilders identitet med Kildebeskyttelse.

## Anonyme kilder
Identiteten af anonyme kilder afsløres undertiden for seniorredaktører eller en nyhedsorganisations advokater, som ville blive betragtet som bundet af den samme fortrolighed som journalisten.
Brugen af anonyme kilder har altid været kontroversiel. Nogle nyhedssteder insisterer på, at anonyme kilder er den eneste måde at få visse oplysninger på, mens andre forbyder brugen af unavngivne kilder til enhver tid. Nyhedsorganisationer kan indføre beskyttelsesforanstaltninger, såsom at kræve, at information fra en anonym kilde bekræftes af en anden kilde, før den kan udskrives.
I Danmark står den ansvarshavende redaktør juridisk til ansvar for anonyme kilders udtalelser, hvor imod ingen på en avis kan drages til ansvar for hvad en navngiven kilde siger.
Journalister forsvarer brugen af anonyme kilder af forskellige årsager:
- Adgang . Nogle kilder nægter at dele historier uden skjoldet for anonymitet, herunder mange regeringsembedsmænd.[3]
- Beskyttelse mod gengældelse eller straf . Andre kilder er bekymrede over gengældelse eller straf som følge af deling af information med journalister.[4]
- Ulovlig aktivitet . Kilder, der beskæftiger sig med ulovlig aktivitet, er normalt tilbageholdende med at blive navngivet. Dette inkluderer kilder, der lækker klassificerede oplysninger eller detaljer om retssager, der er forseglet fra offentligheden.

Brug af anonyme kilder kritiseres også af nogle journalister og embedsmænd:
- Utrovædigt. Det er vanskeligt for en læser at vurdere pålideligheden og neutraliteten af en kilde, de ikke kan identificere, og pålideligheden af nyheden som helhed reduceres, når den er afhængig af oplysninger fra anonyme kilder.[4][5]
- Forkert information og propaganda . Anonyme kilder kan være tilbageholdende med at blive identificeret, fordi de oplysninger, de deler, er usikre eller kendt af dem for at være usande, men de ønsker opmærksomhed eller spreder propaganda via pressen, såsom i tilfældet med de irakiske aluminiumsrør, hvor rør kendes at være ubrugelig til uranforfining blev præsenteret som bevis for Saddam Husseins kernevåbenprogram af anonyme kilder i det amerikanske efterretningsfællesskab for at opbygge offentlig støtte til et angreb på Irak.[6][7][8] Det kan også bruges til at angribe politiske fjender og præsentere meninger som fakta.
- Ulovlig aktivitet . Brug af anonyme kilder opfordrer nogle kilder til at videregive oplysninger, som det er ulovligt for dem at videregive. Disse oplysninger er ulovlige at videregive af grunde som national sikkerhed, beskyttelse af vidner, forhindring af bagvaskelse og uredeligheder og afslutning af retssager uden lange, dyre retssager og tilskyndelse til at videregive sådanne oplysninger besejrer formålet med afsløringen er ulovlig.[9] I nogle tilfælde kan en reporter opfordre en kilde til at afsløre klassificerede oplysninger, hvilket resulterer i beskyldninger om spionage.
- Fremstillede kilder . En journalist kan fremstille en nyhedshistorie og tilskrive oplysningerne til anonyme kilder for at fremstille nyheder, skabe falske detaljer for en nyhedshistorie, begå plagiering eller beskytte sig mod beskyldninger om injurier.[10]

## Forskellige typer kilder
Der findes normalt 3 typer kilder:
Erfaringskilder: Personer, der har oplevet noget som de fortæller om. De bliver ikke spurgt om deres holdning til emnet.
Partskilder: Kilder, der bliver interviewet til deres holdning fx Politikere eller Interesseorganisationer.
Ekspertkilder: kilder, der bliver interviewet fordi de ved noget om emnet fx professorer.